# Елеонора Арагонска
Елеонора Арагонска (на португалски: Leonor de Aragão; * ок. 1402; † 19 февруари 1445), е арагонска инфанта (принцеса) и кралица на Португалия, съпруга на крал Дуарте (1391 – 1438).

## Произход и брак
Родена е около 1402 г. в Кралство Арагон. Тя е дъщеря на крал Фернандо I Арагонски и Елеонора д’Албуркерке.
На 22 септември 1428 г. Елеонора Арагонска се омъжва за португалския инфант Дуарте, син е на крал Жуау I и Филипа Ланкастърска. Дуарте се възкачва на португалския престол през 1433 г., след като баща му умира от чума.

## Регентство и смърт
Когато съпругът ѝ умира на 13 септември 1438 г., Елеонора е обявена за регент на Португалия, която да управлява от името на малолетния си син Афонсу V. Неопитността на Елеонора и фактът, че тя е арагонка, я правят изключително непопулярна сред народа, който симпатизира на брата на покойния крал, херцог Педру де Коимбра. Преговорите за намиране на компромисно решение се проточват няколко месеца, но завършват успешно благодарение на посредничеството на графа на Барселона и архиепископа на Лисабон, както и заради раждането на последната дъщеря на Елеонора инфанта Жуана през 1439 и смъртта на най-голямата ѝ дъщеря инфанта Филипа през същата година.
Накрая Кортесите обявяват херцог Педру де Коимбра за регент на Португалия. Отстранената Елеонора продължава да заговорничи срещу новото регентство, заради което през декември 1440 г. е изпратена в изгнание в Кастилия, където умира на 19 февруари 1445 г. в Толедо. Погребана е в манастир Баталя, Португалия.

## Деца
Елеонора Арагонска и инфант Дуарте имат девет деца:
- Жуау (1428 – 1429)
- Филипа (1430 – 1439)
- Афонсу V (1432 – 1481) – 12-и крал на Португалия от 1438 до смъртта си
- Мария
- Фернанду (1433 – 1470) – (херцог Визеу) – баща на бъдещия крал Мануел I, 14-и крал на Португалия
- Елеонора-Елена Португалска (1434 – 1467) – омъжва се за Фридрих III, император на Свещената римска империя
- Катерина (1436 – 1463)
- Жуана Португалска (кралица на Кастилия) (1439 – 1475) – омъжва се за Енрике IV, крал на Кастилия.

- Портрети на децата
- Афонсу V 
(детайл от полиптих)
- Афонсу V
- Елеонора-Елена Португалска
- Жуана Португалска